# Count von Count
Count von Count (Conte von Conte), spesso conosciuto semplicemente come "il Conte", è uno dei Muppet di Sesame Street, eseguito da Jerry Nelson dal 1974 fino alla sua morte nel mese di agosto del 2012. Il conte è un vampiro amichevole, ispirazione nata dal Conte Dracula.
Nella 32ª stagione di Sesame Street, il Conte ebbe una rubrica tutta sua: "Il Numero del Giorno".

## Descrizione e caratteristiche
Lo scopo principale del Conte è educare i bambini su semplici concetti matematici, in particolare il conteggio. Il Conte ha un amore per il conteggio, conta qualunque cosa, e ogni volta che termina il conteggio, scoppia in una risata maniacale con dei tuoni e lampi di sottofondo, anche in pieno giorno.
Nelle sue prime apparizioni il Conte, contrariamente da adesso, aveva un lato più sinistro: parlava con un tono tombale e aveva il potere di ipnotizzare altri Muppet.
Lui vive in un castello con la compagnia di pipistrelli e ragni. Contrariamente dai vampiri, il Conte dorme in un normale letto e non in una bara, inoltre, può tranquillamente esporsi al sole per giocare con i suoi altri amici di Sesame Street.

## Apparizioni in altri media
Il Conte fa varie apparizioni in programmi che lo parodiano come I Simpson, I Griffin e Robot Chicken.

## Nomi internazionali
- Paesi Bassi: Graaf Tel (letteralmente, "il conte conte").
- Francia: Count von Compte (Conte von Conte).
- Germania: Graf Zahl (letteralmente, "Conte Numero").
- Versione ebraica dello show: מר סופר, foneticamente si pronuncia 'Mar Sofer', che letteralmente significa "Signor Contatore".
- Messico: Conde Contar (letteralmente, "Conte Contar").
- Polonia: Liczyhrabia (letteralmente, "Counteconte").
- Portogallo: Conde de Contar (Conte de Contare)
- Russia: Граф Знак (Graf Znak, tradotto come "simbolo matematico).
- Spagna: Conde Draco.
- Turchia: Sayıların Kontu (letteralmente, "Conte dei Numeri")